# Oliver Rosengren
Oliver Carl Fredrik Rosengren, född 4 juni 1992 i Växjö domkyrkoförsamling, är en svensk politiker (moderat). Han är riksdagsledamot sedan 11 september 2022 . Han var kommunalråd i Växjö kommun sen 1 januari 2017 och var ordförande i kommunens nämnd för arbete och välfärd sen 1 januari 2015. Han är son till Fredrik "Fidde" Rosengren.

## Bakgrund
Oliver Rosengren är uppvuxen i Växjö. Han läste ekonomiprogrammet på Procivitas och tog studenten 2011.[källa behövs] Han har en politices kandidatexamen i statsvetenskap och en ekonomie masterexamen i nationalekonomi från Linnéuniversitetet. Hans uppsatser handlar om drivkrafter för arbete i ekonomiskt bistånd. Rosengren engagerade sig politiskt redan på högstadiet, efter valet 2006. Han var distriktsordförande för Moderata Ungdomsförbundet i Kronobergs län (2009, 2011–2012) och ledamot i den nationella förbundsstyrelsen (2014–2016).

## Kommunpolitik 2010–
Oliver Rosengren valdes som 18 åring till Växjö kommunfullmäktige 2010. Han var gruppledare i gymnasienämnden under sin första mandatperiod och drev en framgångsrik kampanj för att nattklubbarna skulle få ha öppet till tre. 2014 var Rosengren placerad på tredje plats till både riksdagen och kommunen. Efter valet blev han ordförande i Nämnden för arbete och välfärd och gruppledare för Moderaterna. 2017 blev han kommunalråd. I valet 2018 var han en av Moderaternas mest kryssade kommunpolitiker i landet. 
Som kommunalråd har han gjort sig känd som en stark förespråkare för arbetslinjen. 
2021 utsågs Oliver Rosengren till Sveriges mäktigaste politiker under 30 och blev finalist i Årets politiker 2020. Expressen skrev:
”Han är inte ens kommunstyrelsens ordförande. Hans kommun är bara mellanstor. Men Oliver Rosengren, moderat kommunalråd och ordförande i Nämnden för arbete och välfärd i Växjö, har tagit politiska strider under coronaåret som fått uppmärksamhet i hela landet. Därför är han Sveriges mäktigaste politiker under 30.”
Flera av Rosengrens beslut har väckt uppmärksamhet utanför Växjö. Däribland finns att kräva godkända betyg för kommunala sommarjobb, att bidragstagare ska producera skyddsutrustning och hans arbete för hemleverans av alkohol.